# Passerin indigo
Vous lisez un « bon article » labellisé en 2013.
Passerina cyanea
Espèce
Synonymes
- Cyanospiza cyanea (Linnaeus, 1766)
- Tanagra cyanea Linnaeus, 1766 (protonyme)

Statut de conservation UICN

 LC  : Préoccupation mineure
Le Passerin indigo (Passerina cyanea), aussi appelé Passerine indigo ou Pape indigo, est une espèce d'oiseaux de la famille des Cardinalidae. C'est un petit oiseau, long d'une douzaine de centimètres. Il présente un fort dimorphisme sexuel apparent au niveau de sa coloration, le mâle étant d'un bleu éclatant en été et de couleur brune pendant les mois d'hiver, tandis que la femelle est brune toute l'année. Le mâle affiche ce plumage aux couleurs vives pendant la saison de reproduction pour attirer une partenaire. La femelle se charge seule de la construction du nid et de l'incubation. Le régime alimentaire du Passerin indigo se compose principalement d'insectes pendant les mois d'été et de graines pendant les mois d'hiver.
Le Passerin indigo est migrateur, s'étalant du Sud du Canada jusqu'au Nord de la Floride pendant la saison de reproduction, et descendant en hiver dans le Sud de la Floride, aux Grandes Antilles et en Amérique centrale. Il migre souvent de nuit, en utilisant les étoiles pour s'orienter. Il vit sur les terres agricoles et les zones de broussailles et de bois ouverts. Le Passerin indigo est très proche du Passerin azuré (P. amoena) et s'hybride avec cette espèce là où leurs aires de répartition se chevauchent. L'espèce est considérée comme « de préoccupation mineure » par l'Union internationale pour la conservation de la nature.

## Description
Le Passerin indigo est un oiseau chanteur de petite taille, mesurant 11,5 à 15 cm de long, avec une envergure de 18-23 cm,. Il pèse de 11,2 à 21,4 g, avec une moyenne de 14,5 g. Pendant la saison de reproduction, le mâle adulte a le plumage d'un bleu profond, avec une calotte plus sombre qui tend vers le violet, une mandibule inférieure gris-bleu pâle et des lores foncés. Les ailes et la queue sont noires avec des bords bleus. En plumage d'automne et d'hiver, le mâle est semblable à la femelle, mais conserve souvent quelques plumes bleues. La femelle adulte est brun foncé sur les parties supérieures et d'un brun plus clair sur les parties inférieures. Ses bandes alaires sont indistinctes et elle est légèrement striée de sombre au-dessous. L'oiseau immature ressemble à la femelle, mais les mâles peuvent avoir des touches de bleu sur la queue et sur les scapulaires, et des traits plus sombres sur le dessous. Le bec est court et conique. Chez la femelle adulte, le bec est marron clair teinté de bleu, et chez le mâle adulte la moitié supérieure est brun-noir tandis que la partie inférieure est bleu clair. Les pattes et les doigts sont noirs ou gris.

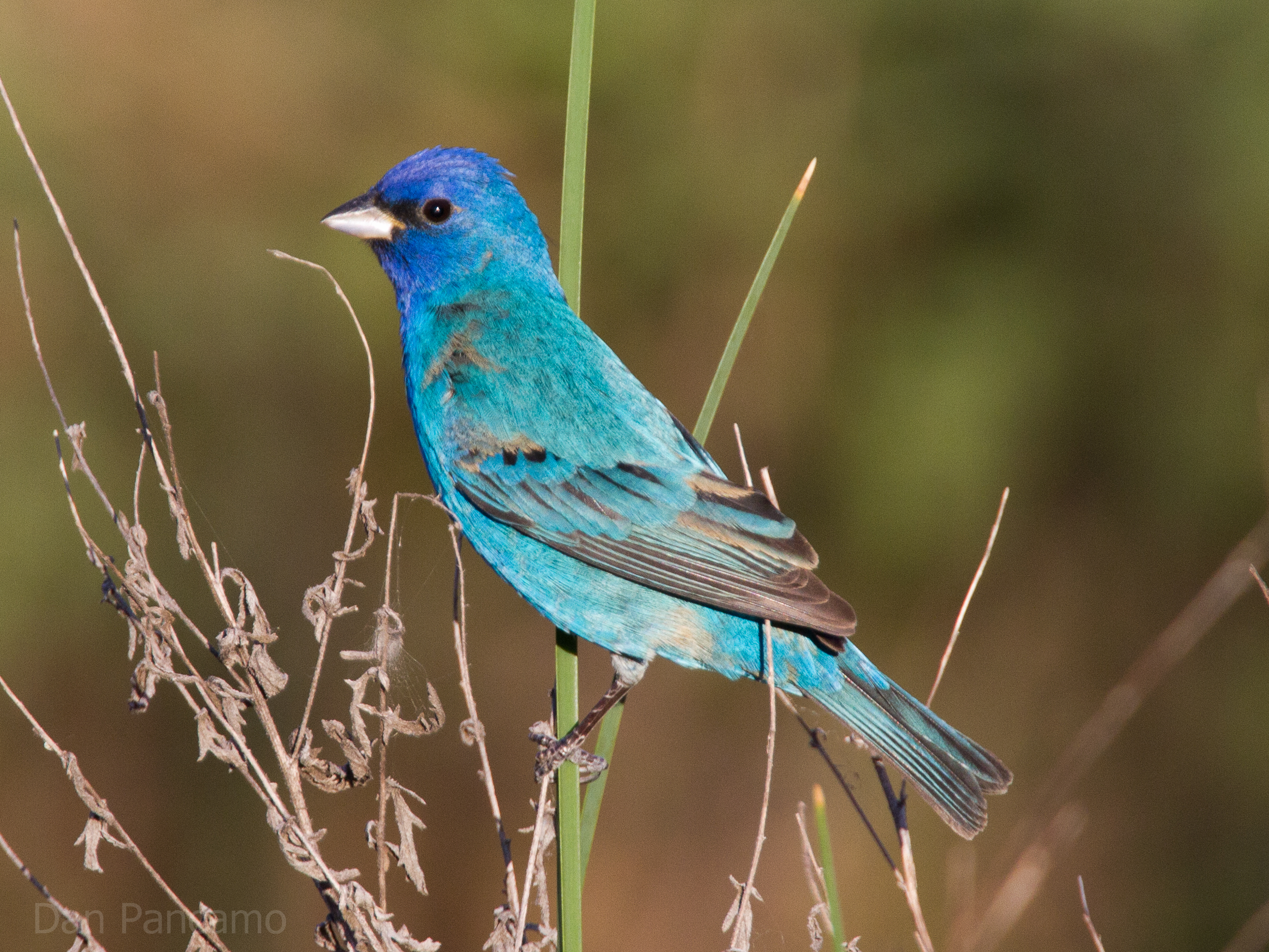
Un mâle lors de la migration de printemps, à Quintana, Texas.
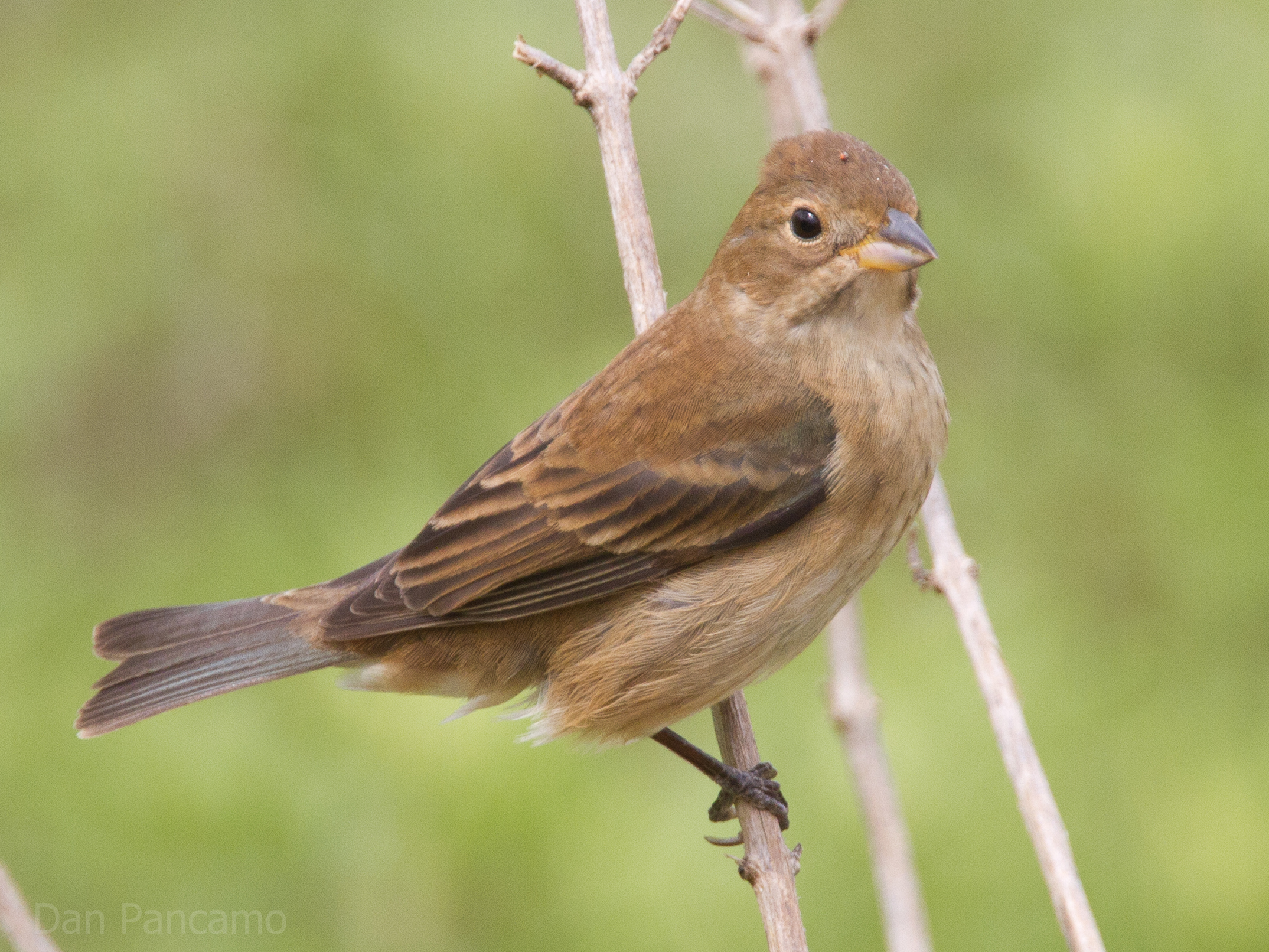
Femelle à Quintana, Texas.
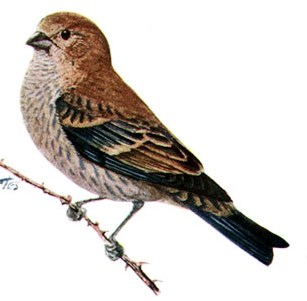
Mâle en plumage non-nuptial (dessin de Louis Agassiz Fuertes).

## Écologie et comportement

### Communication

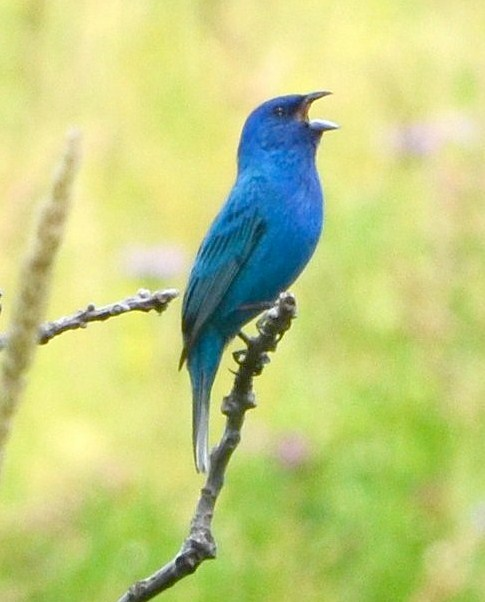
Mâle chantant depuis un perchoir.

Le Passerin indigo communique vocalement et visuellement. Un fort tchip !, ou tsik, est émis par les deux sexes, et utilisé comme un signal d'alarme si un nid ou un poussin est menacé. Un zeeep aigu et bourdonnant est utilisé comme cri de contact lorsque le Passerin indigo est en vol. Le chant de l'oiseau mâle est un sweet-sweet chew-chew sweet-sweet bourdonnant et aigu durant de deux à quatre secondes, et émis pour signaler son territoire à d'autres mâles et pour attirer les femelles. Chaque mâle a son propre chant complexe, qu'il chante depuis un perchoir élevé, comme un poteau, des fils ou le sommet d'un buisson. Dans les zones où la répartition du Passerin azuré chevauche celle du Passerin indigo, les mâles des deux espèces défendent leur territoire face aux mâles de l'autre espèce.

### Alimentation
Le Passerin indigo cherche sa nourriture au sol ou dans les arbres et les arbustes. En hiver, il se nourrit souvent en groupe avec d'autres membres de son espèce, mais se nourrit en solitaire durant la saison de reproduction. Au cours de la saison de reproduction, il consomme des insectes (chenilles, criquets, araignées), des graines (graminées) et des baies. Les graines de graminées sont le pilier de son régime alimentaire pendant l'hiver, bien que les bourgeons et les insectes entrent dans son repas lorsqu'ils sont disponibles. Les jeunes sont dans un premier temps principalement nourris d'insectes, qui leur fournissent des protéines. Le Passerin indigo ne boit pas fréquemment, obtenant généralement suffisamment d'eau à partir de son alimentation.

### Reproduction

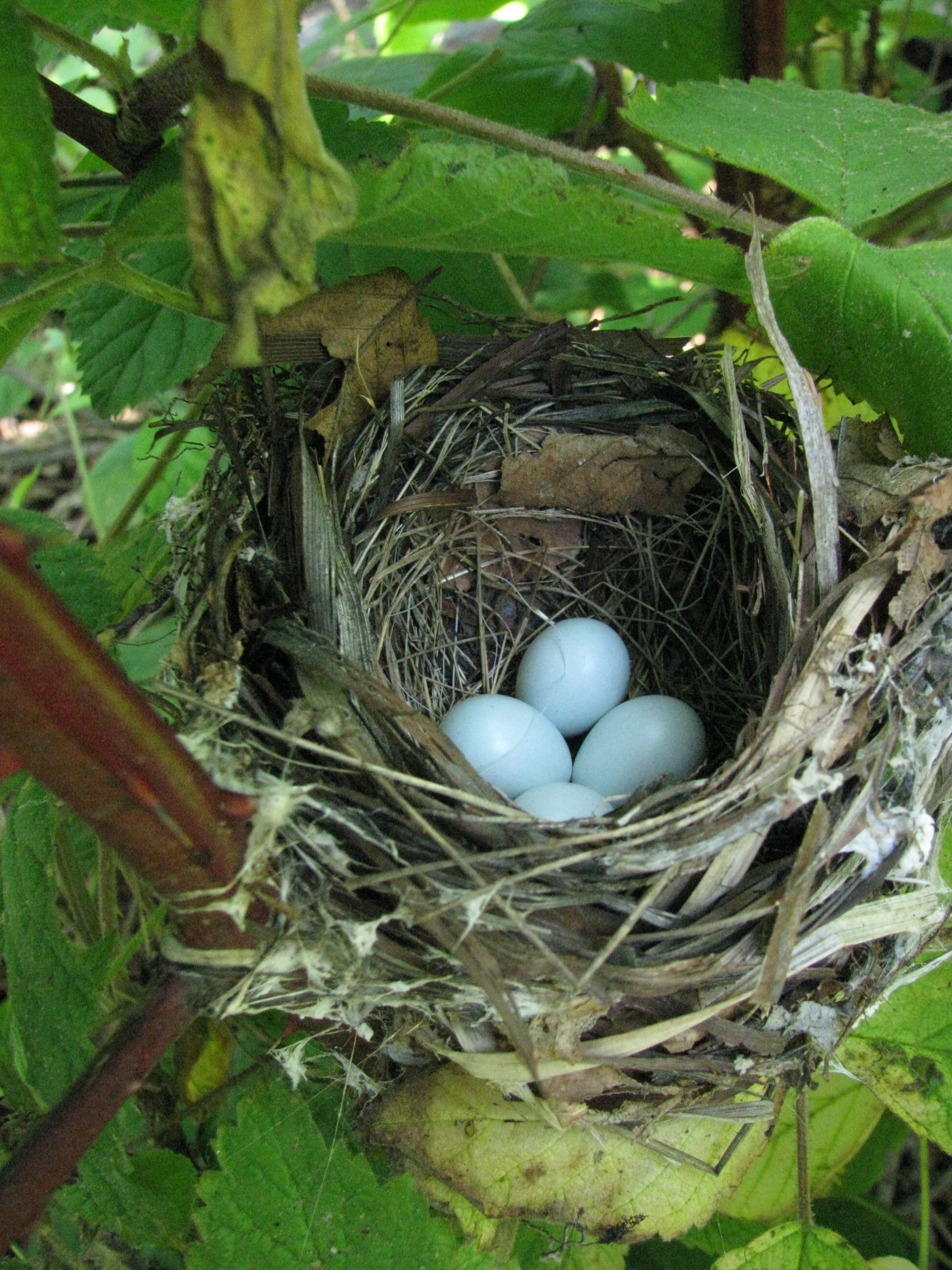
Nid et ponte de Passerin indigo.

Les Passerins indigo sont généralement monogames, mais ne sont pas toujours fidèles à leur partenaire. Dans la partie occidentale de leur aire de répartition, ils s'hybrident avec le Passerin azuré. Leur nid est construit dans un arbuste ou dans un arbre bas au feuillage dense, généralement de 30 cm à un mètre au-dessus du sol, mais plus rarement jusqu'à 9 m. Le nid est constitué de feuilles, d'herbes, de tiges et de morceaux d'écorce, tapissé d'herbe tendre ou de poils et fixé par des toiles d'araignée. Il est construit par la femelle, qui s'occupe également seule des œufs. La ponte compte de un à quatre œufs, habituellement trois à quatre. Ils sont blancs et le plus souvent sans marques, même si certains peuvent être tachés de brunâtre, avec une taille moyenne de 18,7 × 13,7 mm. Les œufs sont couvés pendant 12 à 13 jours et les poussins sont nidicoles. Les poussins quittent le nid 10 à 12 jours après l'éclosion. La plupart des couples élèvent deux couvées par an, et le mâle peut nourrir les jeunes à l'envol tandis que la femelle couve la ponte suivante.
Le Vacher à tête brune (Molothrus ater) peut parasiter les couvées de cette espèce. Le Passerin indigo abandonne son nid si un œuf de vacher y apparaît avant qu'il n'ait pondu ses propres œufs, mais accepte l'œuf après cela. Les couples et les nids parasités ont un plus faible succès reproducteur. Les poussins du passerin éclosent, mais ont des taux de survie plus faible puisqu'ils entrent en concurrence avec le petit vacher au moment d'être nourris par les parents. Dans une étude américaine, 10 % des oisillons bagués sont revenus nicher de 1 à 2 km de leur site de naissance. Dans la nature, l'espèce peut vivre jusqu'à dix ans.

### Prédateurs et parasites
Le nid du Passerin indigo est vulnérable à toutes sortes de prédateurs grimpeurs ou volants, comme l'Opossum de Virginie (Didelphis virginiana), le Renard roux (Vulpes vulpes), le Chat sauvage (Felis silvestris), le Geai bleu (Cyanocitta cristata), la Couleuvre agile (Coluber constrictor) ou le Raton laveur (Procyon lotor). L'oiseau est l'hôte de divers parasites, comme les mouches de la famille des Hippoboscidae.

## Répartition et habitat

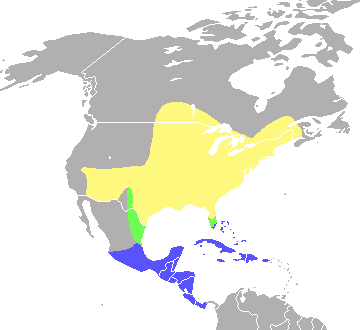
Répartition du Passerin indigo sur le continent américain :
Zones de reproduction
Zones de migration
Zones d'hivernage

Le Passerin indigo vit aux lisières des forêts broussailleuses, dans les forêts décidues ouvertes, dans les forêts secondaires et sur les terres agricoles. Ses zones de nidification s'étendent du Sud du Canada jusqu'au Maine, au sud jusqu'au Nord de la Floride et l'Ouest du Texas, et vers l'ouest jusqu'au Sud du Nevada. Les zones d'hivernage commencent dans le Sud de la Floride et le centre du Mexique et s'étendent vers le sud à travers les Antilles et l'Amérique centrale jusqu'au Nord de l'Amérique du Sud. Il est erratique à Antigua-et-Barbuda, la Barbade, aux îles Sous-le-Vent, en Équateur et à Saint-Pierre-et-Miquelon, ainsi qu'au Danemark, en Allemagne, en Islande, en Irlande, aux Pays-Bas, en Serbie, au Monténégro et au Royaume-Uni. On l'a enregistré en Europe en toutes saisons mais surtout en été, et certaines observations pourraient correspondre à des oiseaux échappés de captivité. La migration a lieu en avril et mai, puis à nouveau en septembre et octobre. Le Passerin indigo migre souvent de nuit, s'aidant des étoiles pour se diriger. En captivité, où il ne peut migrer, il subit une désorientation pendant ces mois s'il ne peut pas voir les étoiles depuis sa cage.

## Taxinomie et systématique
Le Passerin indigo fait partie de la famille des Cardinalidae, qui se compose de passereaux d'Amérique du Nord et du Sud, et est l'un des sept oiseaux du genre Passerina. Il a été initialement été décrit en 1766 sous le protonyme de Tanagra cyanea par le naturaliste suédois Carl von Linné dans son ouvrage Systema Naturae. Le nom du genre actuel, Passerina, est dérivé du terme latin passer désignant les moineaux et autres petits oiseaux, tandis que la dénomination spécifique, cyanea, est le féminin du mot latin cyaneus qui signifie « cyan » ou « bleu foncé ». Aucune sous-espèce n'est distinguée,.
Le Passerin indigo est très proche du Passerin azuré (P. amoena), et s'hybride avec lui là où leurs aires de répartition se chevauchent, dans les Grandes Plaines. Ils étaient considérés comme formant une super-espèce par l'Union américaine d'ornithologie (AOU) en 1983. Le séquençage du gène du cytochrome b de membres du genre Passerina a cependant démontré que le Passerin indigo et le Passerin azuré ne sont pas des taxons frères. Le Passerin indigo est le frère de deux groupes frères, le groupe « bleu » (Passerin azuré et Guiraca bleu (P. caerulea)) et le groupe « peint » (Passerin à ventre rose (P. rositae), Passerin arc-en-ciel (P. leclancherii), Passerin varié (P. versicolor) et Passerin nonpareil (P. ciris)). Cette étude génétique montre que ces espèces ont divergé entre 4,1 et 7,3 millions d'années. Cette date, compatible avec les preuves fossiles, coïncide avec un refroidissement de la fin du Miocène, qui a provoqué l'évolution d'une grande variété d'habitats dans les prairies de l'Ouest. L'évolution vers de plus petites tailles a peut-être permis aux passerins d'exploiter des graines de graminées comme source de nourriture.

## Menaces et conservation
Le Passerin indigo est considéré comme espèce de « préoccupation mineure » par l'Union internationale pour la conservation de la nature. Sa distribution couvre près de 5 900 000 km2 et sa population compte environ 28 000 000 individus, dont 10 000 000 matures. Les tendances démographiques n'ont pas été quantifiées, mais l'espèce ne semble pas approcher les seuils de déclin de population justifiant une mise à jour du statut de conservation, c'est-à-dire une baisse de plus de 30 % sur dix ans ou sur trois générations. L'espèce figure sur la liste de la convention concernant les oiseaux migrateurs.